# Tragacete
Tragacete è un comune spagnolo di 288 abitanti situato nella comunità autonoma di Castiglia-La Mancia.